# Агенда 47
Агенда 47 — предвыборная программа Дональда Трампа, выдвинутого от Республиканской партии на президентских выборах 2024 года в США. Название программы связано с тем, что в случае победы Трамп станет 47-м президентом Соединённых Штатов.
Агенда 47 является основой кампании Дональда Трампа на выборах 2024 года и отражает его стремление к восстановлению экономической мощи, укреплению национальной безопасности и радикальной реформе государственных институтов. Программа получила широкую поддержку среди республиканцев, но вызывает много споров в политических кругах США и за их пределами. Некоторые описывают программу как фашистскую или авторитарную.

## Основные положения
Программа включает в себя широкий спектр мер, направленных на внутреннюю и внешнюю политику США, с акцентом на национальную безопасность, экономическое развитие и реформы в социальной сфере. Ключевые пункты Агенды 47 следующие:
1. Укрепление границ. Трамп обещает прекратить нелегальную миграцию, запустив самую масштабную депортацию в истории США и построив "железную стену" на южной границе.[3]
2. Реформа иммиграционной системы. Помимо депортации нелегальных мигрантов, планируется ужесточить политику предоставления гражданства и социальных пособий.
3. Борьба с наркокартелями. Одним из ключевых пунктов программы является обещание уничтожить международные наркокартели и преступные группировки.[2]
4. Экономическая независимость. Программа предполагает превращение США в мировую промышленную сверхдержаву путем прекращения вывода производства за границу и снижения зависимости от импорта.
5. Энергетическая независимость. Одной из ключевых задач Трамп видит превращение Америки в крупнейшего энергетического производителя. Он также планирует отменить федеральные инициативы по электромобилям и сократить регулирующие нормы в сфере энергетики.[3]
6. Поддержка социальной защиты. Программа нацелена на защиту социальных программ, таких как Medicare и Социальное обеспечение, без сокращений или изменений пенсионного возраста.[2]
7. Реформа образовательной системы. Трамп планирует прекратить федеральное финансирование школ, которые продвигают критическую расовую теорию и радикальные гендерные идеологии. Родителям будет предоставлено больше прав в выборе школьного руководства.[3]
8. Укрепление армии. В плане содержится обещание модернизировать вооружённые силы США и создать национальный щит ПРО (аналог системы «Железный купол»), чтобы защитить страну от внешних угроз.[2]
9. Внешняя политика. Агенда 47 предполагает ужесточение отношений с Китаем, путем уничтожения разведывательной сети страны в США и экономических мер, а также с Европейским Союзом, требуя увеличения военных расходов стран ЕС. План предполагает ослабление российского государства через снижение мировых цен на нефть. Трамп также заявляет, что сможет завершить войну на Украине в течение 24 часов после своей инаугурации.[3]
10. Ограничение влияния «глубинного государства». В программе также содержится пункт о демонтаже так называемого "глубинного государства" и 'передаче власти американскому народу'.[2]